# 亭江镇
亭江镇是中华人民共和国福建省福州市马尾区下辖的一个镇，位于福州市东部。亭江镇北面为连江县琯头镇，南面为马尾区罗星街道，西面为晋安区宦溪镇，东面为琅岐镇、长乐区。

## 历史沿革
亭江镇唐朝属闽县晋安乡的「合浦里」和「海滨里」。宋朝属闽县晋安东乡的「合浦北里」和「合浦南里」。元朝及明朝行政区划没有改变。清朝，合浦北里和合浦南里改为江右里、江左里。
中华民国时期，亭江镇属闽侯县2区（闽安镇区）。中华人民共和国成立后，属闽侯县第3区（马江区）。1962年，亭江镇划归福州市郊区，为亭江区公所，后改为亭江人民公社。1984年，改公社为乡。1988年改名亭江镇。

## 行政区划
亭江镇共辖3个社区、17个行政村：
亭头社区、闽安社区、闽亭社区、敖溪村、盛美村、东盛村、笏山村、前洋村、康坂村、白眉村、象洋村、英屿村、东岐村、长柄村、洪塘村、亭头村、闽安村、西边村、长安村和东街村。

## 教育
宋朝，亭江就有朱熹讲学的怡山书院。目前，亭江有1所大学（福建商学院马尾校区）、3所中学、18所小学和19所幼儿园。

## 其他
亭江镇是福州僑鄉，山多田少，从清代咸丰、同治年间起直至20世纪90年代，就有许多村民被迫背井离乡，到海外谋生。*闽安村获评“中国传统村落”。